# Johann Wilhelm Leopold von Borcke
Johann Wilhelm Leopold von Borcke (* vor 1743; † 2. Februar 1801 auf Landin bei Fehrbellin) war ein preußischer Major und Kommandeur des Grenadierbataillons Nr. 3 sowie Erbherr auf Gut Wangerin.

## Leben
Er stammt aus der pommerschen Linie der Familie Borcke. Seine Eltern waren der Generalmajor Friedrich Wilhelm von Borcke und dessen Ehefrau Margarethe, geborene Freiin von Mardefeld.
Borcke diente im Infanterieregiment „von Anhalt-Dessau“, wurde dort 1743 Leutnant und stieg bis 12. Februar 1780 zum Major auf. Im August 1780 erhielt er das in Magdeburg stationierte Grenadierbataillon „von Romberg“, das aus jeweils zwei Kompanien der Regimenter „Jung-Woldeck“ und „Gaudi“ gebildet wurde. Im Jahr 1784 wurde er in den Ruhestand entlassen.
Er war mit Christine Marie Elisabeth von Gersdorff verheiratet.